# Aurore Valade
Née à Villeneuve-sur-Lot en 1981, Aurore Valade est une photographe française contemporaine.
Diplômée de l'École des beaux-arts de Bordeaux et de l’École nationale supérieure de la photographie d'Arles, elle a, en 2006, bénéficié d'une résidence d’artiste au Musée d’art moderne de Collioure.
En 2008, elle est lauréate du prix HSBC pour la photographie pour une série dans laquelle elle photographie des personnes qui interprètent leur propre rôle, dans leur intérieur. À partir de là, son travail a évolué vers une approche politique de l’image. En 2015, elle fut membre artiste de la Casa de Velázquez (Académie de France à Madrid), où elle initia une recherche sur l’indignation qui donna lieu aux séries Digo yo et Se manifester, pour lesquelles elle a obtenu le Prix du Photo Folio Review du Festival les Rencontres d’Arles en 2017. Très élaborées, les mises en scène de ses photographies peuvent être considérées comme des « reflets significatifs d’une situation sociale, économique ou culturelle de notre époque mais aussi certaines valeurs qui questionnent les limites du privé ».

## Collections, expositions
- 2017  Se manifester, installation photographique dans l’espace public, Bagnères-de-Bigorre, France. Interiores mexicanos, Alliance Française de San Ángel, Mexique.
- 2016 Photologies, Biennale de la photo d’Aubagne, France. Festival ManifestO, Toulouse Tournefeuille, France
- 2015 Interiores mexicanos, Fototeca Juan Crisóstomo Méndez, Puebla, Mexique. Alliance française de Mérida, Mexique. L'Envol en chantier, Opus enchanté, Domaine de Certes, Audenge, France. L’Or Gris, Galerie Omnius, Arles, France
- 2014 Interiores mexicanos, Casa de Francia, Mexique - La Chambre, Strasbourg, France
- 2013 L’or gris, Gagliardi Art System Gallery, Turin, Italie. Portraits Turin, Stieglitz19 Gallery, Anvers, Belgique. Portraits Turin,Théâtre Liberté,Toulon, France
- 2012 Torino Ritratti Institut français Saint-Louis de France, Rome, Italia. - Portraits Turin, Rencontres Internationales de la Photographie, Arles, France - Portraits Turin, Galerie Sintitulo, Mougins, France
- 2011 Festival Les Photaumnales, Beauvais, France -Des figures, Galerie G, La Garde, France
- 2010 Espèces d'hybrides[3] 40mcube, Rennes. Commissariat : 40mcube
- 2010 On s’ennuyait - Abbaye de Reigny, Vermenton, France - Sempervivum decorum - Galerie Sintitulo, Mougins, France - Torino Ritratti 2009-2010 - Gagliardi Art System Gallery, Turin, Italie - Moulinages de la vallée de l’Eyrieux - Le Moulinon, Saint-Sauveur-de-Montagut, France - Interiors with Figures - Stieglitz19 Gallery, Anvers, Belgique
- 2009 Plein Air - Vol de Nuits, Marseille, France
- 2008 Intérieurs avec Figures - Gagliardi Art System Gallery, Turin, Italie - Fondation HSBC pour la Photographie Phillips de Pury & Company, New York, USA - Fondation HSBC pour la Photographie Galerie Baudoin Lebon PARIS, France - Fondation HSBC pour la Photographie Atelier Soardi Nice, France - Fondation HSBC pour la Photographie Galerie Arrêt sur l’image Bordeaux, France - Le temps de l’été - Musée d’art moderne de Collioure, France - Plein Air - Festival les Photaumnales 2008, Beauvais, France
- 2007 Intérieurs avec Figures : Monflanquin Pollen / Artistes en résidence à Monflanquin, France - Lacanau Association culturelle de Lacanau, France - Marmande Musée Albert Marzelles, France - Tonneins Centre culturel Paul Dumail, France - Cuzorn Mairie, France - Orthez Image Imatge, France - Nerac Galerie des Tanneries, France
- 2006 Intérieurs avec Figures FOTOGRAFICA VALENCIA 06, Institut français, Valence, Espagne - Intérieurs avec Figures Quinzaine photographique nantaise, galerie l’Atelier sur l’herbe, Nantes, France